# Aleksandar Stavrev
Aleksandar Stavrev (født 30. marts 1977) er en makedonsk fodbolddommer. Han har dømt internationalt under det internationale fodboldforbund FIFA siden 2006, hvor han er indrangeret som kategory 2-dommer, der er det tredjehøjeste niveau for internationale dommere.
Han var blandt dommerne ved U21 EM 2011 i Danmark, hvor han dømte to kampe.

## Kampe med danske hold
- Den 30. august 2007: Kvalifikation til UEFA Cuppen: FC Midtjylland – FC Haka 5-2.
- Den 4. november 2010: Gruppespil i Europa League: OB – Young Boys 2-0.